# خروس‌کلی سنگال
خروس‌کُلی سنگال (نام علمی: Vanellus lugubris) نام یک گونه از سرده خروس‌کلی‌ها است.